# Apollonios sats

Figur 1.

Den sammanlagda ytan av de röda och orange kvadraterna är lika med den sammanlagda ytan av de blå och gröna rektanglarna.

Inom geometrin är enligt Apollonios sats summan av kvadraterna på två av sidorna i en triangel lika med dubbla summan av kvadraten på halva den tredje sidan och kvadraten på medianen till denna sida. Med beteckningar enligt figur 1 innebär detta att
{\displaystyle b^{2}+c^{2}=2(m^{2}+d^{2})}.
Apollonios sats är en följdsats till Stewarts sats.
Om {\displaystyle b=c} reduceras satsen till Pythagoras sats: {\displaystyle b^{2}=c^{2}=m^{2}+d^{2}}.
Eftersom diagonalerna i en parallellogram skär varandra på mitten är satsen egentligen bara en annan formulering av parallellogramlagen.
Satsen är uppkallad efter Apollonios från Perga.

## Bevis
Satsen kan bevisas på flera sätt. Ett geometriskt bevis återfinns i artikeln om medianer under rubriken "medianernas längd". Nedan följer ett bevis som utnyttjar cosinussatsen. 
Betrakta triangeln i figur 1 med sidorna a, b, c och med medianen d till sidan a. Medianen delar a i två delar av längden m. Kalla vinklarna mellan  a  och d för θ och θ′, där θ är motstående till b och θ′ är motstående till c. Eftersom θ och θ′ är supplementvinklar är cos θ = −cos θ′. För θ respektive θ′ säger cosinussatsen att
{\displaystyle b^{2}=m^{2}+d^{2}-2dm\cos \theta }
{\displaystyle c^{2}=m^{2}+d^{2}-2dm\cos \theta '=m^{2}+d^{2}+2dm\cos \theta }
Adderar vi dessa båda får vi
{\displaystyle b^{2}+c^{2}=(m^{2}+d^{2}-2dm\cos \theta )+(m^{2}+d^{2}+2dm\cos \theta )=2(m^{2}+d^{2})}